# Charles Dana Gibson

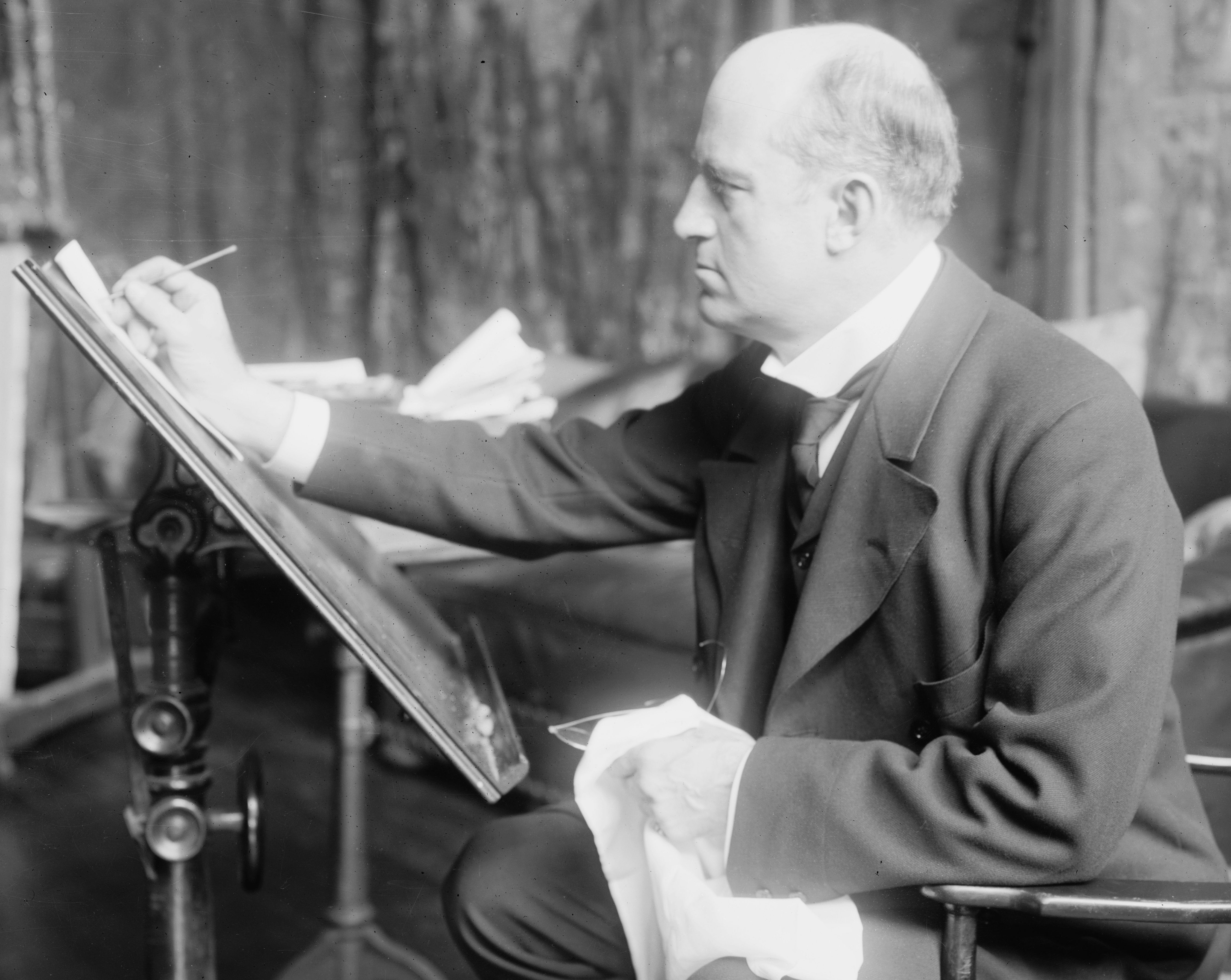
Charles Dana Gibson.

Charles Dana Gibson (Roxbury, Massachusetts, 14 de septiembre de 1867 -  Nueva York,  23 de diciembre de 1944) fue un dibujante que se hizo famoso por haber sido el creador de la Gibson girl, considerada como el primer arquetipo de belleza femenina estadounidense.